# Севільський договір
Севільський договір — договір між Англією, Францією та Іспанією, укладений в Севільї 9 листопада 1729. Договір поклав кінець англо-іспанській війні 1727—1729 років.

## Подробиці
Севільський договір найкраще розуміти в контексті низки європейських дипломатичних питань за цей період, одним з яких є бажання Елізабет Фарнезе створити італійське королівство для свого сина. Іншим був Англо-французький союз 1716 року ; хоча обидві сторони ставали все більш підозрілими один до одного, спадкоємність Георга I у 1714 році та його турбота про Ганновер зробили це більш важливим для Британії, ніж раніше. Імператор Карл VI хотів, щоб інші держави підтримали Прагматичну санкцію 1713 року і таким чином забезпечили спадкоємність його дочки Марії Терезії. Комерційні питання включали австрійську Остендську компанію, яка конкурувала за Вест-Індію, торгівля з британськими, французькими та голландськими купцями, а також занепокоєння Іспанії з приводу британських вторгнень у Нову Іспанію. 
Результатом стала майже безперервна серія конференцій і угод, включаючи Камбреський конгрес 1720-1724 років і Мадридський договір 1721 року.  Після Віденського миру 1725 року між Австрією та Іспанією був підписаний Ганноверський договір, підписаний Францією, Великою Британією, Ганновером та Пруссією. Європа опинилася на межі загальної війни, якої вдалося уникнути, коли головний міністр Франції кардинал Флері запросив Австрію, Францію та Велику Британію на Суассонський конгрес, хоча Іспанія була виключена. 
Торгові привілеї для британських і французьких купців у Кадісі були відновлені, а компенсація виплачена за збитки, створена англо-іспанська комісія для обговорення комерційних питань в Америці. Велика Британія і Франція підтримали права сина Єлизавети Карла на Парму з додаванням герцогства Тоскана; Іспанія також могла заздалегідь відправити 6000 військових у гарнізон герцогств.  Ці умови були представлені іспанцям, які підписали договір 9 листопада.